# Divisões administrativas em 1938
Nesta página encontrará referências aos acontecimentos directamente relacionados com as regiões administrativas ocorridos durante o ano de 1938.

## Eventos
- 30 de março - Emancipação do município de  Correntina  no estado da  Bahia
- 30 de Novembro - O município de Feira (na Bahia) tem seu nome modificado para o atual, Feira de Santana.
- 17 de Dezembro
  - Emancipação do município de Alterosa, Minas Gerais, Brasil
  - Fundação do município de Delfim Moreira no estado de Minas Gerais
  - Fundação do município de Campina Verde, Minas Gerais
  - Fundação do município de Conselheiro Pena, Minas Gerais